# Zakoji
Zakoji (en rus: Захожи) és un poble de l'óblast de Leningrad, a Rússia, pertany al districte rural de Boksitogorski. El 2017 tenia dotze habitants.